# Carte de presse en France
Pour un article plus général, voir Carte de presse.
Cet article possède un paronyme, voir Carte d'identité professionnelle.

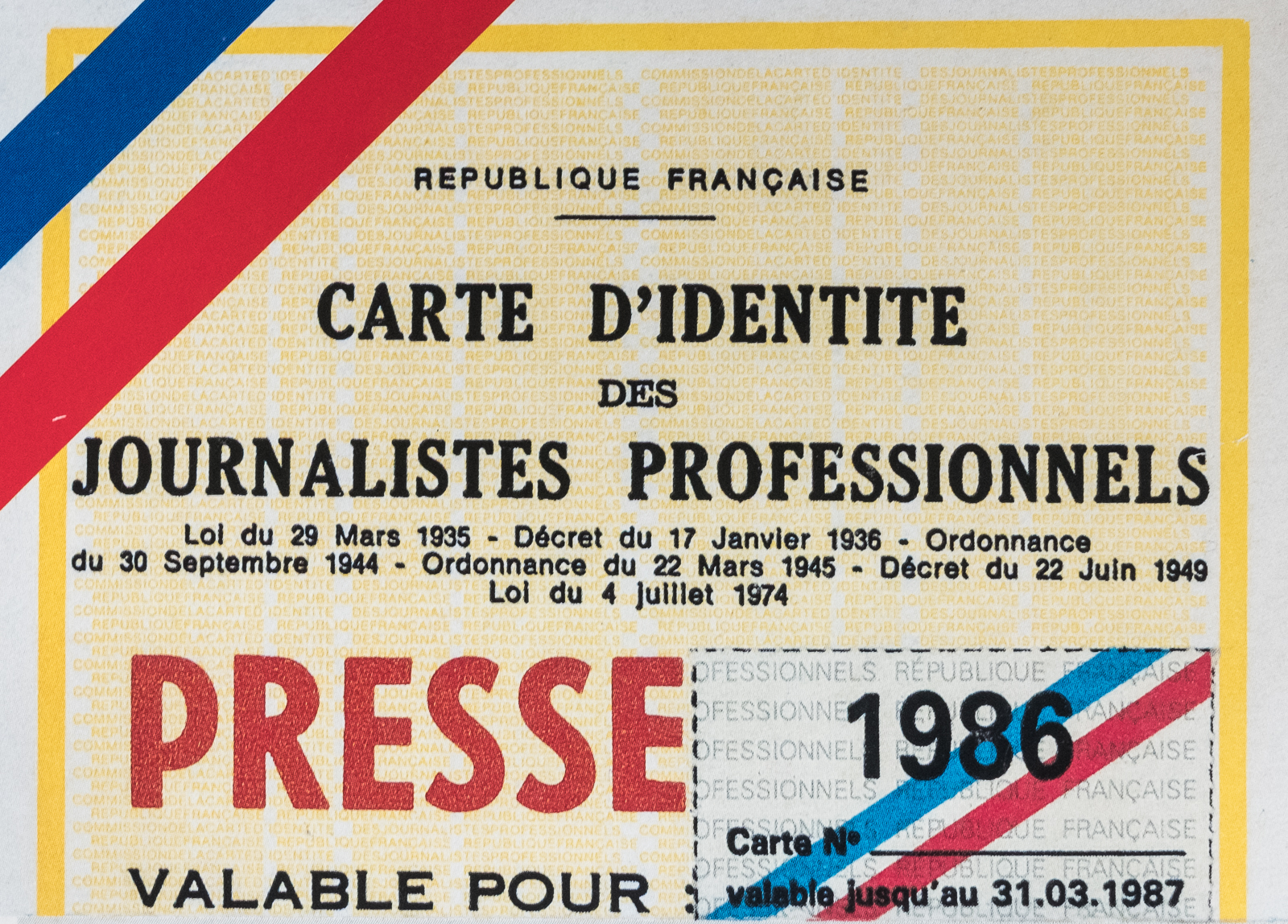
Carte d'identité des journalistes professionnels (France 1986)

La carte de presse est, en France, une carte d'identité professionnelle. Elle permet aux journalistes professionnels de prouver leur activité, d'accéder plus facilement à des lieux où obtenir des informations (salles de presse, bureaux officiels, musées, etc.) et de faire valoir leur droit à la protection sociale prévue par le statut de journaliste professionnel créé par la Loi Brachard.
La carte de presse n’est pas obligatoire pour pratiquer le métier de journaliste en France. Le journalisme peut être exercé librement par n’importe quelle personne, sans que celle-ci ait besoin de diplôme spécifique.

## Conditions d’attribution de la carte d’identité des journalistes professionnels
La carte d’identité des journalistes professionnels a été créée en 1935, pour éviter que des journalistes soient influencés dans leurs écrits par le fait qu'ils exercent majoritairement leur activité dans un autre métier (publicitaire, avocat, commercial) pour le compte d'une entreprise ne vivant pas de la vente d'un média.
Sa détention est la condition nécessaire pour accéder au statut de journaliste professionnel. Les entreprises de presse reconnues par la Commission paritaire des publications et des agences de presse sont tenues de faciliter l'accès à la carte professionnelle aux personnes exerçant la fonction de journaliste en leur sein. L'attribution de la carte n'est soumise à aucun diplôme.
Les entreprises employant des titulaires appliquent toutes la convention collective nationale de travail des journalistes.
La carte de presse est attribuée par la commission de la carte d'identité des journalistes professionnels (CCIJP) conformément à la loi du 29 mars 1935 (à la suite du rapport Brachard), dans laquelle siègent huit représentants des employeurs et huit élus de salariés, dont cinq du Syndicat national des journalistes, deux du Syndicat national des journalistes CGT et un de l'union syndicale des journalistes CFDT, à la suite des élections de juin 2009. C'est l'une des cinq grandes commissions qui cogèrent la profession, en vertu du paritarisme, des lois spécifiques à la profession. Les quatre autres sont :
- la commission arbitrale ;
- la commission des droits d'auteur des journalistes ;
- la commission paritaire des journalistes rémunérés à la pige ;
- la commission paritaire nationale de l'emploi des journalistes.

L'article L. 7111-3 du code du travail indique que le journaliste professionnel est celui qui a « pour occupation principale, régulière et rétribuée, l'exercice de sa profession dans une ou plusieurs entreprises de presse, publications quotidiennes et périodiques ou agences de presse et qui en tire le principal de ses ressources. »
La CCIJP est donc amenée à rechercher, pour chaque demande :
- s'il s'agit bien d'une occupation principale et régulière (trois mois consécutifs pour une première demande) ;
- si celle-ci procure au postulant l'essentiel de ses ressources soit plus de 50 %, lorsque ce chiffre est supérieur à 75 %, l'obtention est automatique.

Plus concrètement, il faut, s'il s'agit d'une première demande, exercer la profession depuis au moins trois mois consécutifs, et tirer de cette activité le principal de ses ressources. Les fonctions exercées doivent être de nature journalistique. Enfin, l'employeur doit être une entreprise de presse (écrite ou audiovisuelle) ou une agence de presse agréée.
Cependant, selon l'arrêt Edelson du Conseil d'État, le 5 avril 2002, un journaliste travaillant pour une entreprise qui a pour activité la création d'œuvres audiovisuelles destinées à être diffusées dans le public sera regardé comme journaliste même si l'entreprise de communication n'assure pas directement cette diffusion.
Si elles remplissent les conditions de l'article L. 7111-6 du code du travail, les personnes qui publient des articles sur internet peuvent bénéficier du statut de journaliste professionnel. En revanche, lorsque la rédaction et la mise en ligne d'articles constituent le prolongement d'une autre activité, la personne ne pourra pas bénéficier de ce statut. Dans un arrêt du 26 juillet 2007, le Conseil d'État a refusé d'admettre la qualité de journaliste professionnel au directeur du site Sciences actualités de la Cité des sciences.
Pour un renouvellement, les conditions à remplir sont les mêmes, mais la régularité de l'activité s'apprécie sur les douze mois précédant la demande.
Le salaire mensualisé doit correspondre à celui des barèmes en vigueur dans la catégorie de média pour la fonction exercée. Pour les règlements à la pige, la moyenne mensuelle (sur trois ou douze mois) doit s'approcher du SMIC.
L'article 6 de la convention collective nationale des journalistes spécifie qu'« aucune entreprise (de presse) ne pourra employer pendant plus de trois mois des journalistes professionnels et assimilés qui ne seraient pas titulaires de la carte professionnelle de l'année en cours ou pour lesquels cette carte n'aurait pas été demandée. Cette mesure ne s'applique pas aux correspondants locaux dont la collaboration ne constitue qu'une occupation accessoire ».

## Pièces à fournir lors de la première demande
Lorsqu'un postulant demande la carte de presse pour la première fois, il doit fournir les documents suivants :
- La justification de son identité et de sa nationalité et le cas échéant, du titre de séjour en cours de validité ;
- Un CV complet affirmé sur l'honneur ;
- Deux photos d'identité ;
- Copies des trois derniers bulletins de salaire ;
- Le bulletin n°3 du casier judiciaire datant de moins de trois mois ;
- Un certificat d'employeur selon un modèle spécifiant très exactement la qualification donnée aux fonctions exercées et le montant de sa rémunération ou à défaut une copie du contrat de travail). Pour les collaborateurs rémunérés à la pige, le certificat d'employeur devra préciser, outre la qualification exacte, le montant des piges perçues sur une période de trois mois consécutifs au minimum.
- Des justificatifs de la production réalisée, tels : un exemplaire des publications auxquelles le demandeur collabore, avec l'indication des travaux effectués ; un enregistrement sur clé USB, CD ou DVD pour les collaborateurs d'entreprise de communication audiovisuelle (en indiquant le nom de l'émission et la chaîne sur laquelle elle est diffusée); des copies d'écran en nombre significatif avec l'adresse du site auquel il collabore.
- La copie de la Convention signée avec le CSA pour les télévisions ;
- La copie du Journal Officiel portant l'autorisation d'émettre pour les radios locales privées ;
- Le règlement des frais de dossier (48€ non remboursables en 2020) par chèque ou en espèces sur place ;
- Les pièces nécessaires à la détermination de la durée du stage éventuellement.

## Renouvellement
La carte de presse doit être renouvelée chaque année.
Le journaliste doit remplir le formulaire de demande de renouvellement, et l'adresser à la Commission accompagné d'un certificat délivré par son employeur et du dernier bulletin de salaire reçu portant le cumul annuel.
Cette demande peut également être adressée à la Commission par le biais de l'employeur qui, dans ce cas, complète en lieu et place du certificat individuel un bordereau collectif tenant lieu d'attestation patronale.
La demande de renouvellement s'examine sur les douze mois d'activités précédant la date de dépôt du dossier. Cette période est ramenée à trois mois lorsqu'il s'agit d'une réintégration (retour à la profession après interruption).

## Incompatibilité
L'article L. 7111-6 du code du travail a établi une incompatibilité en ce qui concerne les agents de publicité et le métier de journaliste, ce qui ne signifie pas que les journalistes ne puissent occasionnellement et en tout cas minoritairement percevoir des commissions d'ordre publicitaire.
En revanche, depuis 1964, les fonctions de chargé de relations publiques et d'attaché de presse sont totalement incompatibles avec le statut de journaliste professionnel, même si celles-ci sont très accessoires au regard des activités journalistiques.
Enfin, un troisième cas d'incompatibilité a été ajouté en mai 1986, par un arrêt du Conseil d'État qui a estimé que le statut de fonctionnaire ou d'agent public contractuel est exclusif du bénéfice de tout autre statut professionnel.

## Brassard de presse

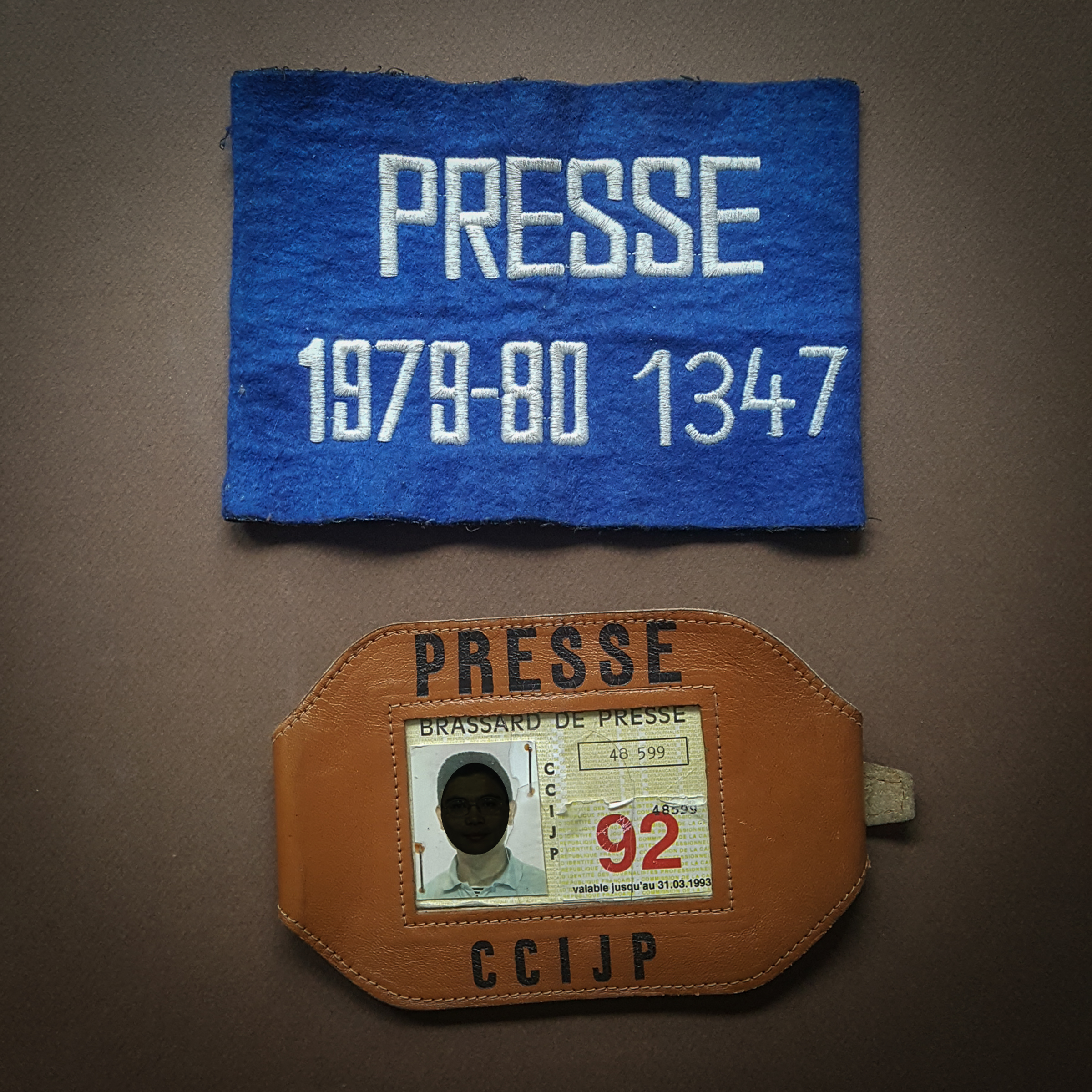
Brassards officiels de presse en France. En haut le brassard anonyme délivré de 1967 à 1980, en bas le brassard nominatif délivré par la CCIJP depuis 1981.

Un brassard, délivré par la préfecture de police, était en usage depuis 1967 et il avait été réformé en 1971. Il était le même pour les journalistes et pour des officiers de presse ayant pour rôle d'être, en cours de manifestation, à la disposition de la presse pour faciliter son travail, en servant notamment d'intermédiaire avec le commandement.
Fin novembre 1980, un brassard de presse strictement délivré par la Commission de la carte d'identité des journalistes professionnels (CCIJP) est créé, après un incident qui a lieu le 5 juin 1980, au cours d’une manifestation de médecins sur le pont de l'Alma. Georges Bendrihem et Alain Martolin, photographes de l’AFP, sont victimes de matraquage par les forces de l’ordre tout comme Jean-Pierre Defail, du magazine Le Point et André Dogué, délégué général du Syndicat national des médecins de groupe. 
Les reporters photographes, en signe de protestation, avaient déposé leurs appareils à la sortie d'un Conseil des ministres, et la section photoreporters de l'Union nationale des syndicats de journalistes (UNSJ) appelle à boycotter toutes prises de vues d'actualités durant la journée du mercredi 11 juin, jour du conseil des ministres. Jacques Monnier, président de la CSMF et Henri Pigeat, PDG de l'AFP, où avait eu lieu un arrêt de travail de 30 minutes, avaient écrit au ministre de l'Intérieur qui présente des excuses. Une grève de deux heures a lieu à l'AFP le 26 juin pour le demander, ainsi que des sanctions contre les responsables,.
L’Union nationale des syndicats de journalistes (UNSJ) exige alors la création d'un « brassard de presse », nominatif délivré par la CCIJP.
Le rapport 2019 de l'association Reporters sans frontières, consacré à la liberté de la presse, a cependant constaté que « Le brassard presse ne protège pas, au contraire », les photoreporters et les vidéastes étant de plus en touchés par les violences, avec notamment une soixantaine d’incidents en marge de la mouvance des gilets jaunes, mais aussi dès le 14 novembre 2018 à Marseille lors de la « marche de la colère » après l’effondrement de trois immeubles, quand deux photographes, professionnels, Adrien Max et Pierre Ciot avaient reçu de violents coups de matraques.

## Exercice du métier de journaliste

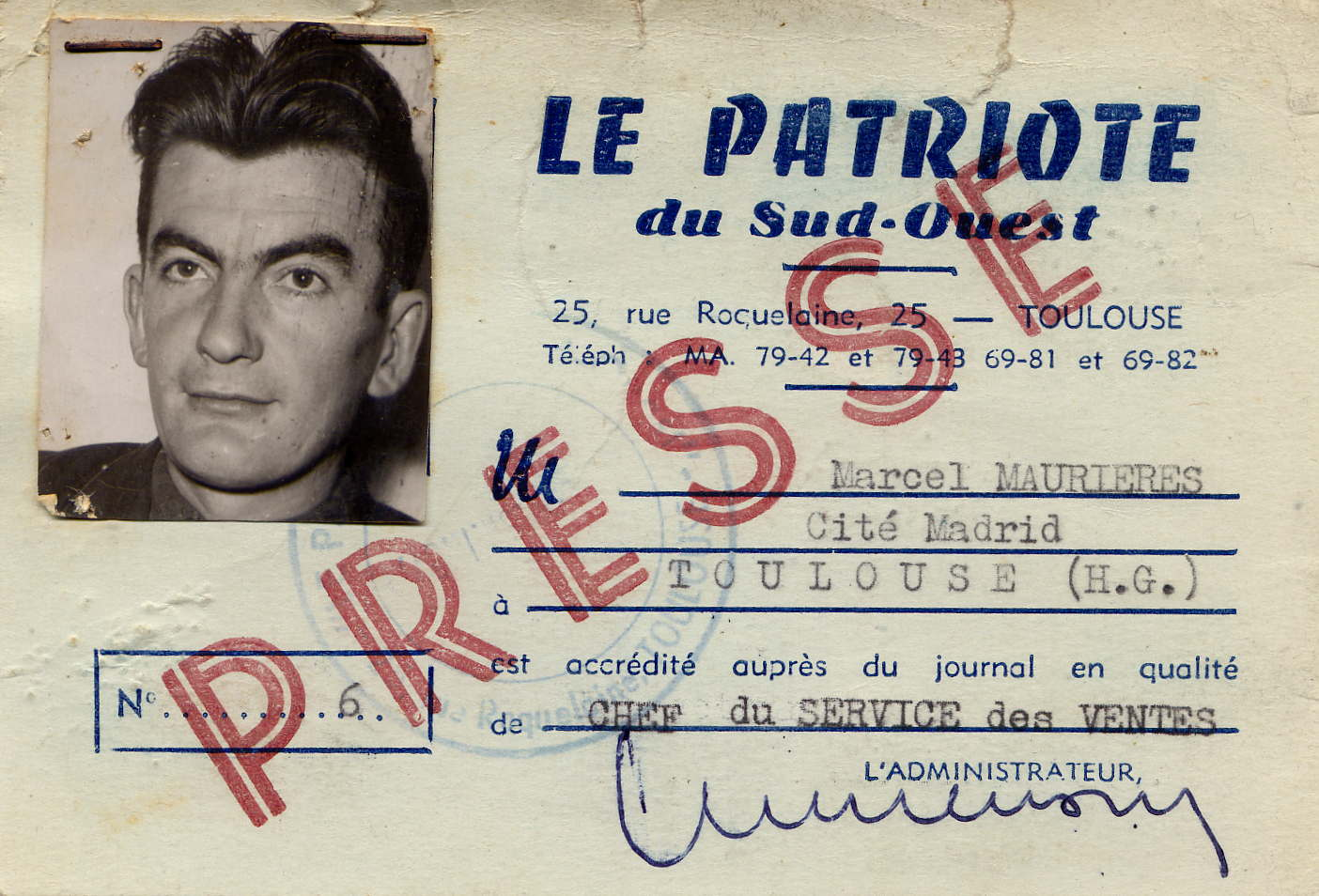
Carte de presse de Marcel Maurières, journaliste au Patriote.
(Ce type de carte non officielle était utilisée comme preuve d’accréditation pour les correspondants de presse dans les années 1950.)

En France, selon l'article L. 7111-3 du code du Travail : « Est journaliste professionnel toute personne qui a pour activité principale, régulière et rétribuée, l'exercice de sa profession dans une ou plusieurs entreprises de presse, publications quotidiennes et périodiques ou agences de presse et qui en tire le principal de ses ressources ». Ce texte induit donc qu'une personne peut prouver qu'elle est journaliste sans pour autant avoir une carte de presse en conséquence non obligatoire pour revendiquer ce statut,.
L'affaire Gaspard Glanz, reporter interpellé, puis arrêté par la police lors d'une manifestation des gilets jaunes à Paris, entraîne à cette occasion une polémique car le journaliste indépendant, frappé d'interdiction de paraître à Paris d'ici son procès par le tribunal à la suite de l'accusation pour « outrage à personne dépositaire de l'autorité publique », n'est pas détenteur d'une carte de presse. À cette occasion, l'historien des médias Alexis Lévrier, interrogé par le journal Le Monde précise alors que « prétendre que Gaspard Glanz n'est pas journaliste car il ne possède pas la carte de presse est absurde ». La polémique refait surface deux mois après avec l'arrestation de Taha Bouhafs,. Deux juristes bordelais analysent au travers de l'affaire Gaspard Glanz, les atteintes à la liberté de la presse. Ils montrent que les lois encadrant le métier de journaliste sont claires, mais que leurs applications, dans le contexte social et politique de 2018-2019, sont de moins en moins évidentes et témoignent d'un recul des droits des journalistes.
Quand bien même un journaliste est titulaire d'une carte de presse, il ne peut se voir déchoir de cette dernière pour un manquement déontologique ou pour des raisons éthiques.

## Tribune de journalistes contre le système d'attribution
Dans le contexte des États généraux de l'information qui se tiennent depuis octobre 2023, une tribune signée par près de 200 journalistes dont plus de 40 lauréats du prix Albert-Londres est publiée par Télérama le 16 janvier 2024. Ces journalistes remettent en cause les conditions d’obtention de la carte de presse. Ils soulignent d'abord l'intérêt de cette carte de presse et les avantages qu'elle procure avant de relever qu'« une partie des journalistes travaillant pour des médias publics ou privés doivent se procurer de fausses cartes de presse pour assurer leur mission. » Ils mentionnent aussi que : « la carte de presse est attribuée par une instance qui se fonde sur une loi qui ne reflète plus la réalité du journalisme actuel ». Ces journalistes concluent leur tribune ainsi : « Nous, signataires de cette tribune, dénonçons la position de la CCIJP qui nous semble à la fois absurde, dépassée, et d’une grande injustice sociale. Nous demandons une évolution du mode d’attribution de la carte de presse et nous plaidons pour que la nature journalistique de notre travail soit un critère déterminant pour l’obtenir, comme c’est le cas chez la plupart de nos voisins européens. »

## Statistiques
Les cartes de presse distribuées en 2016 se répartissent de la manière suivante :
| Catégorie               | Femmes | Hommes | Total  |
| ----------------------- | ------ | ------ | ------ |
| CDI                     | 11 591 | 14 430 | 26 021 |
| Pigistes                | 3 494  | 3 106  | 6 600  |
| CDD                     | 632    | 513    | 1 145  |
| Autre                   | 768    | 760    | 1 528  |
| Total général           | 16 485 | 18 809 | 35 294 |
| Part de CDI (CDI/Total) | 70%    | 77%    | 74%    |